# Pedro Pablo Rosso
Pedro Pablo Rosso Rosso (Spotorno, Italia; 27 de agosto de 1941) es un médico pediatra y académico chileno. Fue rector de la Pontificia Universidad Católica de Chile entre 2000 y 2010 y profesor titular de la Facultad de Medicina de la misma universidad. En 2012 fue nombrado Profesor Emérito.
Desde 2009 es presidente de la Organización de Universidades Católicas de América Latina y el Caribe. En 2012 fue nombrado por el presidente de la República de Chile, con la aprobación de la Comisión de Educación del Senado, miembro del Consejo Nacional de Educación.
En 2017 recibió el título de doctor honoris causa de la Universidad Católica.

## Biografía
Sus padres son primos José Pedro Rosso M. y Laura Rosso B., chilenos de origen italiano, quienes se casaron en Valparaíso en 1929 y se avecindaron en Spotorno en 1934, donde la familia tenía sus orígenes. Su padre, un intelectual acomodado, fue alcalde de Spotorno durante dos años. Pedro Pablo nació el 27 de agosto de 1941 en esa ciudad italiana. 
En 1945 la familia regresó a Chile, comenzando sus estudios básicos en la Scuola Italiana de Valparaíso y siguiendo las humanidades en la Scuola Italiana de Santiago.
En 1959 ingresó al pregrado de la Facultad de Medicina de la Pontificia Universidad Católica de Chile, donde obtuvo el título de médico cirujano en 1966. Se especializó en pediatría entre 1966 y 1969 en el Hospital Roberto del Río en la cátedra del doctor Julio Meneghello.
En 1966 se casó con Mary Rose Streeter Prieto y tienen tres hijos: María Pía, Juan Pablo y José Luis. Vinculado al Movimiento Apostólico de Schoenstatt, pertenece al Curso XVI de la Federación de Familias.

## Actividad académica
Entre los años 1970 y 1972, realizó una beca de perfeccionamiento en el área de crecimiento, desarrollo infantil y nutrición en el Departamento de Pediatría del Weill Cornell Medical College de la Universidad Cornell, en Nueva York. En 1972, comenzó a trabajar como profesor auxiliar e investigador en el College of Physicians and Surgeons de la Universidad Columbia, en la misma ciudad. En 1975 fue nombrado director del Programa de Magíster en el Instituto de Nutrición Humana; en 1978, fue designado profesor asociado de Pediatría; en 1980 fue nombrado Director del Programa de Doctorado; y en 1982 asumió como director de la División de Crecimiento y Desarrollo, siempre en el mismo instituto. Durante este periodo, el Dr. Rosso realizó gran parte de su trabajo científico, que incluye más de cien publicaciones, capítulos de libros y la monografía Nutrition and Metabolism in Pregnancy (Harvard University Press).
Regresó a Chile en 1984. Se incorporó a la Facultad de Medicina de la Universidad Católica, reorganizando la investigación científica en medicina desde su cargo de secretario ejecutivo de la Comisión de Investigación Científica. En 1990 se creó el Centro de Investigaciones Médicas de la misma universidad, proyecto impulsado por Rosso y del cual comenzó a desempeñarse como director.
Fue también profesor visitante en la Universidad de Puerto Rico y en la Universidad de San Marcos en Lima.

### Decanato
A fines de 1991 asumió como decano de la Facultad de Medicina de la Universidad Católica, cargo en el que fue reelecto en 1995. El comité de búsqueda de esa facultad lo propuso para un tercer mandato, debiendo declinar su candidatura por haber sido designado rector de la universidad en marzo de 2000. 
Durante su período como decano, impulsó diversos proyectos entre los que se destacan la reforma del currículum de pregrado de la carrera de Medicina, la ampliación y diversificación de los programas de formación de especialistas, la construcción de una sede docente en el área de salud sur oriente de Santiago, la creación de las Divisiones de Medicina y Cirugía y del Centro de Bioética, la puesta en marcha del programa de Cáncer, posteriormente el Centro de Cáncer Nuestra Señora de la Esperanza, y los programas de Enfermedades Infecciosas, Geriatría, Medicina Familiar, Medicina Intensiva y de Estudios de Médicos Humanísticos. Otro proyecto significativo fue la creación del Programa de Doctorado en Ciencias Médicas.

### Rectorado

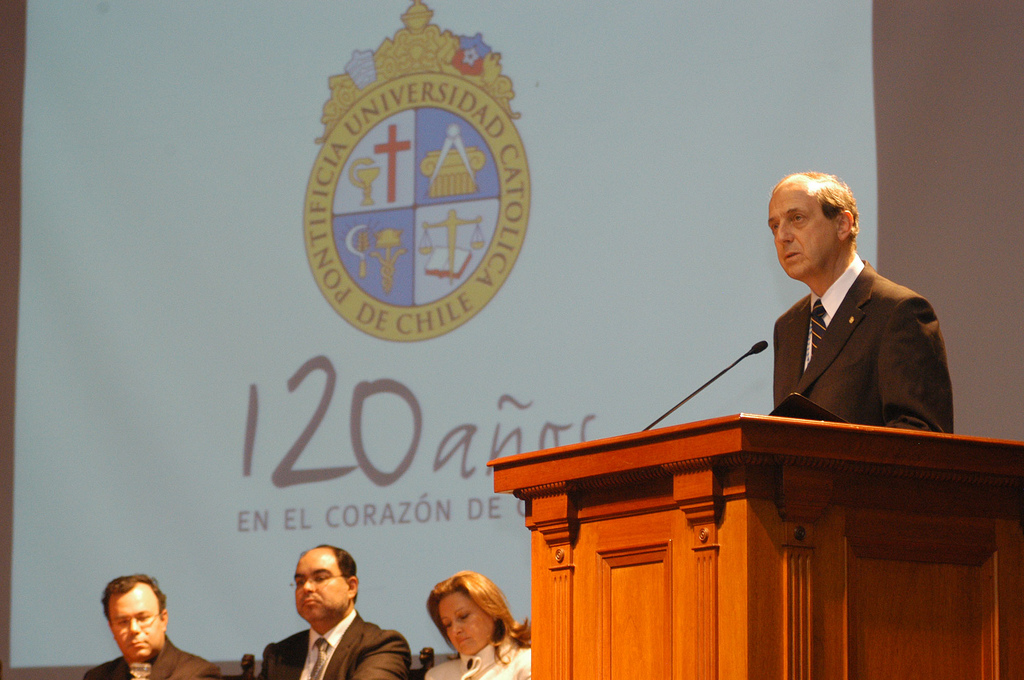
Rosso como rector de la PUC en 2008.

El primer período de rectorado del doctor Rosso se inició el 11 de marzo de 2000. Su plan de desarrollo para la universidad se basó en la Constitución Apostólica de las Universidades Católicas "Ex Cordae Eclesia" y quedó plasmado en el Plan de Desarrollo 2000-2005.
De acuerdo a esto, se concretó en 4 ejes:
- Estructuración de un nuevo proyecto educativo que contemplara el desarrollo de la formación general en todas las carreras y establecer estándares de enseñanza y uso del castellano y del inglés.
- Aumento de la investigación en el área teológica, humanística y científica y albergar y promover creación artística de alto nivel.
- Establecimiento de un diálogo activo con la sociedad, mejorando su vinculación con instancias sociales, políticas e intelectuales del país.
- Gestión eficiente para cumplir los objetivos educacionales y crear nuevos proyectos de desarrollo.

A propósito de estos focos, surgieron muchas obras como el Centro de Políticas Públicas, el programa Puente UC, el centro Penta UC, la Encuesta Nacional Bicentenario, el centro MIDE UC, Elemental para la vivienda social, la red de salud familiar Áncora, y los programas UC Empresa.
Respecto de Canal 13, el canal de televisión de la Universidad, buscó mejorar la calidad de la programación y lograr una mayor congruencia entre este medio de comunicación y la misión universitaria. Al mismo tiempo, comenzó un proceso de reorganización interna que se tradujo en los primeros resultados económicos favorables después de varios años de pérdidas.
A fines de 2004, la Santa Sede, a través de la Congregación para la Educación Católica, nombró por un nuevo período de cinco años al doctor Rosso a proposición del arzobispo de la Arquidiócesis de Santiago de Chile y Gran Canciller de la universidad, el arzobispo Francisco Javier Card. Errázuriz Ossa, comenzando su nuevo período en marzo de 2005.
En su segundo período se inauguró el sistema de ingreso a través de licenciaturas generales (llamado College UC).

## Investigador
Rosso ha realizado investigaciones en las áreas de retardo del crecimiento fetal, intercambio materno-infantil y nutrición materna. Su principal contribución en este campo fue la demostración de que el proceso de retardo fetal, asociado a la desnutrición materna, se debe a un menor flujo útero-placentario, hallazgo que puso en evidencia la falacia del concepto que el feto es un eficaz «parásito materno». La aplicación de la «Curva modelo para el aumento de peso de la embarazada», desarrollada por los doctores Rosso y Mardones, que permite evaluar la normalidad del aumento de peso en las gestantes, ha sido aplicada en Chile, Brasil, Colombia, Ecuador, Panamá y Uruguay.
Rosso ha realizado 124 publicaciones en revistas y libros de circulación internacional, destacando su monografía Nutrition and Metabolism in Pregnancy publicada por la Universidad de Oxford en 1990. Es revisor ad hoc de numerosas revistas: Journal of Nutrition, Journal of Pediatrics, Life Sciences, Pediatric Research, Pediatrics, Science y otras. Fue miembro del comité editorial de la revista Nutrition Research.
Ha escrito y dictado conferencias en temas relativos a Educación Médica, Bioética e Historia de la Medicina.
Participó en el "Panel de Expertos para una Educación de Calidad" durante el primer gobierno de Sebastián Piñera.
En mayo de 2017 recibió el grado académico de Doctor Scientiae et Honoris Causa por su contribución, a nivel nacional e internacional, en la nutrición pediátrica y en la Educación Superior.

## Premios y distinciones
- Premio Agnes Higgins, otorgado por la March of Dimes/Birth Defect Foundation de Estados Unidos.[9]
- Distinción del American College of Nutrition.[2]
- Premio McCollum del American Institute of Nutrition.[2]
- Premio Especial Ligures del Mundo (Premio Speciale Liguri nel Mondo 2003), otorgado por la Presidencia de la Región de Liguria, Italia, en 2003.[2][10]
- Orden al Mérito de la República Italiana, grado de Caballero.[2]
- Doctor Scientiae et Honoris Causa, Pontificia Universidad Católica de Chile.[11]

## Membresías
- Académico de número de la Academia Chilena de Medicina desde el 23 de junio de 1999. Discurso de Incorporación: “El pensamiento médico del siglo XIX: Los obstáculos para la incorporación del método científico”. Discurso de recepción realizado por el doctor Benedicto Chuaqui.[12]
- Pertenece a una docena de sociedades científicas de su disciplina en Estados Unidos, Europa y Latinoamérica.
- Presidente de la Asociación de Facultades de Medicina de Chile (1996-2000).
- Vicepresidente de la Federación Internacional de Escuelas de Medicina de Universidades Católicas (1994-1996).